# Rodrigo Fresán
Rodrigo Fresán (Buenos Aires, 18 de julio de 1963) es un escritor, traductor y periodista argentino que desde 1999 reside en Barcelona.

## Trayectoria literaria
A su primera obra, Historia argentina (1992) se la consideró transgresora en el contenido y experimental en las formas. Amigo de Andrés Calamaro, colaboró con un texto en la edición "Nadie sale vivo de aquí" (1989) y, en álbumes como La lengua popular y Calamaro On the Rock. Actuó en la película "Martín Hache", en la que una de las escenas iniciales se basa en uno de sus relatos.
A principios de los años 90 estuvo conectado con el legendario grupo de rock Morfi & Vinacho.
El segundo libro de relatos, Vidas de Santos, precedió a su primera novela, Esperanto. Hubo que esperar tres años hasta la que probablemente sea su obra más emblemática, La velocidad de las cosas.
Vidas de Santos es una serie de cuentos marcados por una presencia en común: un personaje periférico y oscuro que termina apareciendo en el último de los relatos ("Pequeña guía de canciones Tristes"), dando sentido a todo el volumen. Esperanto y La velocidad de las cosas también están atravesados por personajes en común (personajes centrales en algunos relatos aparecen como secundarios en otros) y por un lugar: el pequeño poblado de Canciones Tristes. Este lugar, repleto de acontecimientos mágicos y misteriosos bien podría ser el Macondo de la nueva generación de narradores latinoamericanos, que combina el realismo mágico con la cultura pop, generación de la que Fresán es su más claro exponente. En muchos de los relatos, Canciones Tristes resulta estar ambientado en la Patagonia Argentina (cerca de la represa de Planicie Banderita, central hidroeléctrica ubicada en la provincia de Neuquén y que provee de electricidad a un sector importante del territorio argentino).
En Jardines de Kensington, novela ambientada en Inglaterra y que por su clima resulta inescindible del ambiente inglés, el poblado se llama Sad Songs y se encuentra en los arrabales de Londres. Ya en otros relatos se le había dado ese nombre en inglés, pero se lo ubicaba entre los bosques de Iowa, Estados Unidos, y es el sitio donde una misteriosa Fundación preserva a los últimos ejemplares de una especie en extinción: los escritores. En Jardines de Kensington también se menciona una bizarra versión mexicana de canciones Tristes: Rancheras Nostálgicas. En otros cuentos le da otras ubicaciones a Canciones Tristes, y en “Vidas de Santos” se le adjudica la capacidad de “moverse por el mapa como si fuera una araña” al punto de ser imposible de ubicar por la geografía.
En 1999, Fresán se traslada a Barcelona, donde publica las novelas Mantra, Jardines de Kensington y El fondo del cielo en editorial Random House-Mondadori (donde dirige la colección de literatura criminal Roja & Negra), además de versiones corregidas y aumentadas de algunos de sus libros anteriores. Las tres novelas mencionadas han recibido importantes premios: Mantra el Premio Nuevo Talento Fnac 2002, Jardines de Kensington el Premio Lateral de Narrativa 2004, además de ser  finalista Premio Fundación José Manuel Lara), mientras que El fondo del cielo  recibió en Estados Unidos el Locus Magazine Favorite Speculative Fiction in Translation Novel 2018.
En esta segunda etapa de su obra, su estilo ha evolucionando, incorporando elementos de la cultura pop. Precisamente en su novela, Jardines de Kensington, donde se mezclan con total naturalidad el Londres victoriano con el de los años sesenta, la biografía de J.M. Barrie y The Kinks. La novela ha sido traducida al inglés y a otros quince idiomas..
Durante años se ha dedicado a prologar y traducir las obras de los escritores estadounidenses John Cheever, Denis Johnson y Carson McCullers, entre otros. Escribe regularmente para el diario argentino Página/12. De manera frecuente, publica textos de crítica literaria en la revista Letras Libres y en el suplemento cultural del periódico ABC. También trabaja en España como traductor y periodista.
En septiembre de 2009, Fresán publicó una edición corregida y aumentada de Historia argentina con un relato inédito y textos introductorios del escritor Ray Loriga y el crítico Ignacio Echevarría y, un mes más tarde, apareció su novela: El fondo del cielo, traducida al francés. En 2011 se publicaron nuevas ediciones --corregidas y aumentadas-- de sus novelas Esperanto y Mantra.
Entre 2014 y 2019 publicó una extensa trilogía conformada por las novelas La parte inventada (que ha sido traducida al francés, al inglés y al italiano y ha recibido el Best Translated Book Award (2018) en Estados Unidos), La parte soñada (traducida al francés y al inglés)  y La parte recordada (octubre de 2019, última entrega del tríptico, traducida al inglés y a publicarse en Francia en 2026).
En 2022 publicó la novela Melvill (traducida al francés y al italiano y al inglés) inspirada en la figura de Allan Melvill --padre del escritor Herman Melville-- y en un hecho verídico que le llamó poderosamente la atención: la historia de cuando atravesó a pie un río congelado para reunirse con su familia luego de haber tenido que huir, perseguido por sus acreedores. Esta novela recibió el premio Republic of Consciousness USA & Canada 2024 y el Big Other Award 2024 además de ser finalista del Critics Circle Award de ese mismo año.
En enero de 2024 publica su novela El estilo de los elementos.
En marzo de 2025 publica su ensayo El Pequeño Gatsby: Apuntes para la teoría de una gran novela.

## Obra

### Novela
- 1995: Esperanto
- 2001: Mantra
- 2003: Jardines de Kensington
- 2009: El fondo del cielo
- 2014: La parte inventada
- 2017: La parte soñada
- 2019: La parte recordada
- 2022: Melvill
- 2024: El estilo de los elementos

### Cuento
- 1991: Historia argentina
- 1993: Vidas de santos
- 1994: Trabajos manuales
- 1998: La velocidad de las cosas

### Ensayo
2025: El Pequeño Gatsby: Apuntes para la teoría de una gran novela